# Francisco Raúl Villalobos Padilla
Francisco Raúl Villalobos Padilla (Guadalajaro, 1 februari 1921 – Saltillo, 3 februari 2022) was een Mexicaans bisschop van de Rooms-Katholieke Kerk.

## Biografie
Padilla werd in 1949 tot priester gewijd. In 1971 werd hij tot bisschop gewijd. Door paus Paulus VI werd hij tot hulpbisschop benoemd van het bisdom Saltillo in Piedras Negras. Toen zijn voorganger in 1975 de leeftijdsgrens van tachtig jaar had bereikt, werd Padilla hoofd van het bisdom. In 1999 ging hij met emeritaat. 
In 2021 werd hij honderd en enkele dagen na zijn 101e verjaardag overleed hij aan COVID-19.